# خواجة عبد الله الجشتي
الخواجة صياد عبد الله الجشتي كان وليًّا صوفيًا من الطريقة الجشتية من القرن السادس عشر وسليلًا مباشرًا لخواجة مودود الجشتي.

## الحياة المُبكرة
وُلِد في مدينة بهاخار القديمة، في السند، وتلقى تعليمه الأولي من علماء عائلته.

## الاسم والنسب
اسمه الحقيقي هو خواجة عبد الله جشتي، وقد منح ألقاب قطب العصر ، وقطب بهار ، وفاني فلاح، وبيرزاده جشت.

### النسب
خواجة سيد عبد الله جشتي بن خواجة سيد أسد الله جشتي بن خواجة سيد برهان الدين جشتي بن خواجة سيد عبد الرحمن جشتي بن خواجة سيد محمد جان جشتي بن خواجة سيد سمعان ساني جشتي بن خواجة سيد منصور جشتي بن خواجة سيد قطب الدين مودود جشتي.

## الوفاة والإرث
توفي الخواجة عبد الله الجشتي في الرابع عشر من شهر رجب، ويُحتفل بذكرى وفاته. يقع قبره في تشوتا شيخبورا، في نوادا، وهي مدينة في ولاية بيهار الهندية. انتشرت تعاليمه بشكل أكبر عن طريق أحفاده. ومن بين نسله البارزين المذكورين أدناه:
- تاج محمود حقاني
- أحمد حسين جشتي

### الحياة العائلية
كان لديه ولدان وبنت من إحدى زوجته بيبي ركن. ابنه الأكبر هو خواجة صياد ناصر الدين جشتي والأصغر اسمه خواجة صياد قطب الدين قطب ساني جشتي. كانت ابنته بيبي صوالحة متزوجة من سيد عاشق جشتي الذي كان أيضًا تلميذًا لخواجة عبد الله جشتي.

### قائمةسجاد ناشين
جميع ساجدو هذه الخانقاه هم من نسل الخواجة عبد الله الجشتي المباشر. تُذكر أسمائهم أدناه حسب الترتيب الزمني.
1. صياد قطب الدين ساني جشتي
2. خواجة تاج محمود حقاني
3. خواجة سيد عناية الله جشتي
4. خواجة صياد فصيح جشتي
5. خواجة سيد مليح جشتي
6. خواجة سيد رحمن جشتي
7. خواجة سيد فخر الدين جشتي
8. خواجة صياد شجاعت حسين جشتي
9. خواجة صياد أحمد حسين جشتي
10. خواجة صياد سلطان أحمد جشتي
11. خواجة سيد قطب الدين أحمد جشتي
12. مولانا صياد عين الدين جشتي